# Ariadna aurea
Espèce
Ariadna aurea est une espèce d'araignées aranéomorphes de la famille des Segestriidae.

## Distribution
Cette espèce est endémique de Bahia au Brésil,. Elle se rencontre à Morro do Chapéu dans la grotte Gruta dos Brejões.

## Description
Le mâle holotype mesure 6,4 mm et la femelle paratype 9,36 mm, les femelles mesurent de 8,4 à 9,36 mm.

## Publication originale
- Giroti & Brescovit, 2018 : The taxonomy of the American Ariadna Audouin (Araneae: Synspermiata: Segestriidae). Zootaxa, no 4400(1), p. 1-114.